# Людина нізвідки (фільм, 1937)
«Людина нізвідки» (фр. L'Homme de nulle part) — французько-італійський фільм-драма фільм 1937 року, поставлений режисером П'єром Шеналем за романом Луїджі Піранделло «Покійний Матіас Паскаль» (італ. Il fu Mattia Pascal, 1904).

## Сюжет
Після смерті матері, що розорилася, аби забезпечити синові гідне одруження, молодий, м'який і слабохарактерний Матіас Паскаль залишається сам з нелюбимою дружиною і нестерпною тещею. На якийсь час він зникає, щоб привести думки до ладу. Він зустрічає незнайомця і з його допомогою виграє в рулетку цілий статок. Повертаючись додому, Матіас потрапляє прямо на власні похорони — його місце в домовині зайняв потопельник, загиблий у випадковій бійці. Матіас нікому нічого не говорить та вважає за краще знову зникнути.
Він живе під чужим ім'ям у Римі, де зустрічає дівчину Луїзу, чий опікун володіє сімейним пансіоном. Наречений Луїзи, безвільний і огидний граф Папіано, що дружить з її батьком, ревнує до Матіаса. Граф проводить своєрідне розслідування, цікавлячись минулим Матіаса. Він навіть краде у Матіаса гроші, щоб перешкодити йому поїхати з Луїзою. Матіас застає злодія на місці злочину, потім наважується поїхати, залишивши передсмертну записку самовбивці, підписану його несправжнім ім'ям.
Матіас знову повертається додому і виявляє, що його дружина вийшла заміж. Вона стала спадкоємицею тітки Матіаса. Матіас тепер більше упевнений в собі. Він примушує чоловіка своєї дружини, працівника мерії, видати йому нові документи. Знову отримавши ім'я, Матіас від'їжджає до Рима, щоб одружитися з Луїзою.

## У ролях
| • П'єр Бланшар           | … | Матіас Паскаль / Адріан Мейс                  |
| • Іза Міранда            | … | Луїза Палеарі (дубляж французькою Клод Марсі) |
| • Робер Ле Віган         | … | Папіано                                       |
| • Жинетт Леклер          | … | Ромільда                                      |
| • Катрін Фонтене         | … | вдова Пескаторе                               |
| • Шарлотта Барб'є-Краусс | … | Анжеліка Бонафед Паскаль                      |
| • Марго Ліон             | … | дружина капрала                               |
| • Сіноель                | … | Палеарн                                       |
| • Максимільєн            | … | Схоластик                                     |
| • П'єр Пало              | … | Тітус                                         |
| • П'єр Альковер          | … | Маланья                                       |
| • Жорж Дакен             | … | ідіот                                         |
| • Марсель Валлі          | … | мер                                           |
| • Шарль Гранваль         | … | Октавіо Меіс                                  |
| • Гастон Дюпре           | … | редактор журналу                              |

## Знімальна група
- Автор сценарію — П'єр Шеналь, Крістіан Стенжель, Арман Салакру, Роже Вітрак за романом Луїджі Піранделло «Покійний Матіас Паскаль» (Il fu Mattia Pascal)
- Режисер-постановник — П'єр Шеналь
- Продюсер — Крістіан Стенжель, Мішель Каганські
- Оператор — Жозеф-Луї Мюндвіллер
- Композитор — Жак Ібер
- Монтаж — П'єр Шеналь
- Художник-постановник — Гуїдо Фьоріні
- Художник по костюмах — Джино Сенсані
- Художник-декоратор — А. Ардуїні
- Звук — Клод Марсі

## Додаткові факти
Арман Салакру, хоча і згаданий в титрах, не брав участь в створенні остаточного варіанту сценарію.
П'єр Шеналь і невідомий італійський режисер (чиє ім'я не вказане в титрах) знімали паралельно італійську версію стрічки з абсолютно іншим акторським складом, за винятком П. Бланшара та І. Міранди, яка у французькій версії озвучена голосом Клод Марсі.
Роман Піранделло «Покійний Матіас Паскаль» (Il fu Mattia Pascal), 1904) також екранізувався Марселем Л'Ерб'є («Покійний Матіас Паскаль», 1926, з Іваном Мозжухіним в ролі Паскаля), а в Італії — Маріо Монічеллі («Подвійне життя Маттіа Паскаля» (італ. La doppia vita di Mattia Pascal), 1985) з Марчелло Мастроянні в головній ролі.